# Besdorfer Bach
Der Besdorfer Bach ist ein linker Nebenbach der Holstenau am Nord-Ostsee-Kanal.
Der Besdorfer Bach entspringt bei Bokhorst, fließt nach Besdorf und Holstenniendorf und mündet dann in die Holstenau. Größte Nebenbäche sind der Bokhorster Bach und der vom Bokelrehmer Teich kommende Bokelrehmer Bach.
Zuständiger Wasser- und Bodenverband ist der WBV Besdorfer Bach. Dieser ist Mitglied des DHSV Dithmarschen, Bearbeitungsgebiet NOK-Süd.